# Quartetto per archi sul tema si♭-la-fa
Il quartetto per archi sul tema si♭-la-fa è una composizione collettiva realizzata per il cinquantesimo compleanno del musicista e mecenate russo Mitrofan Petrovič Beljaev. Il quartetto è costituito da quattro movimenti, composti rispettivamente da Rimskij-Korsakov, Ljadov, Borodin e Glazunov, e il tema si♭-la-fa (be-la-ef) sul quale si basano tutti e quattro i movimenti è un crittogramma musicale che rappresenta il cognome del dedicatario.

## Genesi
Beljaev, imprenditore molto ricco grazie ai suoi affari nel settore del legname, era un musicista amatoriale e grande appassionato di musica, che patrocinava i compositori e che nel 1885 aprì una propria casa editrice in Russia che metteva in catalogo solo composizioni di autori russi o naturalizzati tali, offrendo ai compositori la protezione del diritto d'autore a livello internazionale, che andava affermandosi proprio in quel periodo e che in Russia non era ancora garantita per legge. Beljaev era appassionato di musica da camera e organizzava regolarmente nella sua casa a San Pietroburgo i "quartetti del venerdì", serate nelle quali veniva eseguita musica da camera per le quali vennero composti circa 35 quartetti. La grande attività musicale che ruotava intorno al mecenatismo di Beljaev è nota come gruppo di Beljaev.
Tra i beneficiari del sostegno di Beljaev vi erano molti dei principali compositori russi dell'epoca, fra i quali anche Rimskij-Korsakov, Ljadov, Borodin e Glazunov. Come omaggio al mecenate, in occasione del suo cinquantesimo compleanno, questi ultimi composero un quartetto per archi in collaborazione, scrivendo un movimento ciascuno, tutti basati su un tema costruito come crittogramma musicale del nome di Beljaev.

## Struttura
Il quartetto è in quattro movimenti:
1. Sostenuto assai. Allegro (Rimskij-Korsakov)
2. Scherzo. Vivace (Ljadov)
3. Serenata alla spagnola. Allegretto (Borodin)
4. Finale. Allegro con spirito (Glazunov)

Il tema si♭-la-fa caratterizza tutti i movimenti, ma è presentato ed impiegato in maniera molto naturale e la composizione non assume ripetitività. Tale tema è presentato dalla viola nell'introduzione (Sostenuto assai) del primo movimento, seguita da un vivace Allegro. Il secondo movimento è particolarmente brioso e ancora una volta è la viola ad introdurre il tema. Nel terzo movimento l'ingresso del tema, sempre alla viola, è preceduto da sei battute di pizzicato e si caratterizza per il meditato trattamento del materiale musicale ha una sonorità che ricorda la musica spagnola. Il quartetto termina con il movimento composto da Glazunov, Allegro con spirito.